# Aleksandr Brjuchankov
Aleksandr Aleksandrovič Brjuchankov (in russo Александр Александрович Брюханков?; Rybinsk, 12 aprile 1987) è un triatleta russo.

## Carriera
Nel 2006 ha vinto la medaglia d'argento ai campionati del mondo di triathlon - categoria junior - di Losanna e ai campionati europei di Autun.
Nel 2009 si è classificato al 3º posto assoluto (bronzo) ai campionati europei - categoria élite -  di Holten.